# 辻岡靖仁
辻岡 靖仁（つじおか せいじ、1929年 - 2015年）は、日本の経済学者、労働問題研究者。

## 来歴
和歌山県和歌山市出身。
旧制大阪商科大学卒。大学卒業後、関西労働者教育協会を立ち上げ、労働学校の開催など大阪での労働者教育に従事する。
1968年、労働者教育協会理事長に就任、同協会が主催する通信講座「勤労者通信大学」の講師、同協会が編集する『学習の友』への寄稿、全国の学習組織が開催する労働学校や「資本論」教室などに携わる。
1988年、前任の畑田重夫の後を引き継ぎ会長に就任。2004年まで労働者教育協会会長・勤労者通信大学学長として、科学的社会主義の立場に立つ労働者教育の中心的役割を担った。
2015年1月7日、急性心不全で死去。 85歳。

## 参考資料
- 「『資本論』と経済学教室の60年 : 労教協の学習運動をふりかえって ～労働者教育協会名誉会長・辻岡靖仁さんに聞く」（『経済』新日本出版社、2013年5月号）